# Zarévich Dimitri Ivánovich de Rusia
El zarévich Dimitri Ivánovich, también conocido como zarévich Demetrio, zarévich Dimitri, Dimitri de Úglich, y Dimitri de Moscú,  (en ruso: Дмитрий Иванович, Дмитрий Угличский, Дмитрий Московский; 19 de octubre de 1582-15 de mayo de 1591) fue un zarévich ruso, hijo de Iván el Terrible y María Nagaya.

## Vida
Después de la muerte de Iván IV de Rusia, el hermano mayor de Dimitri -Teodoro I de Rusia- ascendió al poder. En realidad, el gobernante propiamente dicho era su cuñado, el boyardo, Borís Godunov, que tenía una reclamación sobre el trono ruso. De acuerdo con la versión más generalizada posteriormente, Godunov quería librarse de Dimitri, que podría haber sucedido a Teodoro. En 1584, Godunov envió a Dimitri, su madre y sus hermanos al exilio en el infantazgo de la ciudad de Úglich. El 15 de mayo de 1591, Dimitri murió apuñalado, en misteriosas circunstancias.

## Teorías
Los cronistas rusos y los historiadores posteriores han ofrecido dos posibles teorías de lo que le pasó a Dimitri:
- Dimitri fue asesinado por orden de Borís Godunov, haciendo el asesino que pareciera un accidente. Esta es la versión más común entre los preeminentes historiadores del siglo XIX, Nikolái Karamzín, Serguéi Soloviov o Vasili Kliuchevski, entre otros. Los críticos de esta versión apuntan que Dimitri era hijo de Iván por su quinto (o séptimo) matrimonio, por lo que era ilegítimo según el derecho canónico (la Iglesia Ortodoxa Rusa permite un máximo de tres matrimonios). Así que esto haría que cualquier reclamación al trono de Dimitri fuera inválida.

- Dimitri se apuñaló a sí mismo en la garganta durante una convulsión epiléptica mientras jugaba con un cuchillo (está versión es la que respaldaban los historiadores Mijaíl Pogodin, Serguéi Platónov, V.K. Klein, Ruslán Skrýnnikov y otros). Los detractores de esta argumentación comentan que durante una crisis epiléptica, las palmas de las manos se quedan abiertas, así que el haberse provocado una herida en estas condiciones parece bastante improbable. La versión oficial en su momento, aseguraba que el ataque a Dimitri le había ocurrido mientras jugaba a una versión del juegos de dardos con un cuchillo (v tychku), y al ir a tirar el cuchillo cogiéndolo por la hoja, acabó arrojándoselo a sí mismo. Con el cuchillo en esta posición, cayendo hacia adelante cuando le sobrevino el ataque, esta teoría parece más creíble. Escena del crimen: Dimitri fue encontrado muerto a unos pocos metros de su residencia.

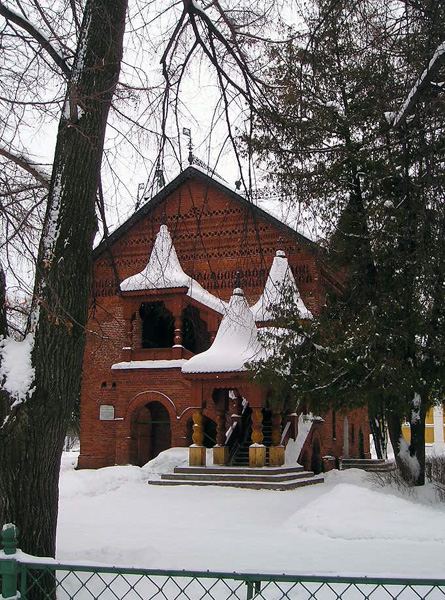
Escena del crimen: Dimitri fue encontrado muerto a unos pocos metros de su residencia.

Existe una tercera versión de la muerte de Dimitri, que encontró apoyo en algunos historiadores tempranos, como Konstantín Bestúzhev-Riumin, Iván Beliáyev y otros. Consideraron la posibilidad de que Godunov intentara asesinar a Dimitri, pero que este logró escapar, y el secuaz de Godunov mató a otra persona en su lugar. Este argumento explica la aparición de los impostores, patrocinados por la nobleza polaca (ver Dimitri I, Dimitri II, Dimitri III). La mayoría de historiadores modernos rusos, de todos modos, consideran la versión de la supervivencia de Dimitri bastante improbable, ya que es difícil que la apariencia del chico fuera desconocida a los asesinos. Además, es conocido que muchos de los nobles polacos que apoyaron a Dimitri I "El Falso" tampoco creían en esa historia.

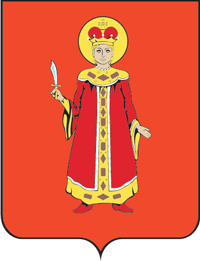
El escudo de armas de la ciudad de Úglich, con una representación de la figura del zarévich.

La muerte del zarévich hizo que estallara una violenta revuelta en Úglich, instigada por las quejas de la madre de Dimitri María Nagaya y su hermano Mijaíl, que sostenían que había sido asesinado. Al escuchar esto los ciudadanos lincharon a una quincena de posibles asesinos de Dimitri, incluyendo al diak representante local del gobierno de Moscú y uno de los compañeros de juego de Dimitri. La subsiguiente investigación judicial, llevada a cabo por Vasili Shúiski, después de un cuidadoso examen de los testigos, concluyó en que el zarévich había muerto de una herida de cuchillo autoinferida en la garganta. Después de la investigación oficial, María Nagaya fue forzada a tonsurarse como una monja y exiliada a un convento remoto.
Sin embargo, cuando las circunstancias políticas cambiaron, Shúiski se retractó de su afirmación anterior de una muerte accidental y aseguró que Dimitri había muerto por orden de Godunov. El 3 de junio de 1606, los restos de Dimitri fueron trasladados de Úglich a Moscú y pronto se desarrolló un culto hacia ellos. En el calendario de la Iglesia Ortodoxa Rusa, es venerado como un Santo Pío Zarévich, con festividades el 19 de octubre, el 15 de mayo y el 3 de junio. En el siglo XX, la mayoría de los historiadores rusos y soviéticos han dado más crédito a las conclusiones de la primera investigación oficial de Shúiski, que determinaba que la muerte de Dimitri había sido un accidente.